# 全国男性看護師会
全国男性看護師会（ぜんこくだんせいかんごしかい，英名：Japan National Association for Men in Nursing）とは、日本の男性看護師による職能団体である。
日本男性看護師会と異なり法人化せず、任意団体として活動している。
日本における2018年末に就業していた看護師は121万8606人。男女別の構成割合は、男性看護師が7.8％、女性看護師が92.8％であり、男性の看護師は女性と比べると圧倒的に少数派である。そのため少数派の男性看護師が集える場を作る為、会長の前田が三重県で2012年に三重男性看護師会を設立。それを全国に広げていく形で2014年に全国男性看護師会が活動を開始した。女性看護師から男性看護師について相談する場にもなっているという。
会として「ナースマンスクール」という男性看護師と看護師志望の学生の交流会の実施、月刊ナースマネージャー（日総研出版）の連載、2021年12月15日　NHKの番組「あさイチ」の「どうなくす?職業のジェンダーギャップ」への出演などもしている。